# Плавання на відкритій воді на Чемпіонаті світу з водних видів спорту 2009
Змагання з плавання на відкритій воді на Чемпіонаті світу з водних видів спорту 2009 тривали з 21 до 25 липня на пляжі Остії в Римі.

## Розклад змагань
| Дата               | Дисципліни                    |
| ------------------ | ----------------------------- |
| Вівторок, 21 липня | Жінки, 5 км, Чоловіки, 5 км   |
| Середа, 22 липня   | Жінки, 10 км, Чоловіки, 10 км |
| Субота, 25 липня   | Жінки, 25 км, Чоловіки, 25 км |

Нотатка: спочатку змагання з плавання на відкритій воді планували провести в неділю, 19 липня (5 км), вівторок, 21 липня (жінки, 10 км) і четвер, 23 липня (25 км); але через погані погодні умови в Остії Бюро ФІНА змінило розклад змагань.

## Таблиця медалей
| Місце               | Країна                | Золото | Срібло | Бронза | Загалом |
| ------------------- | --------------------- | ------ | ------ | ------ | ------- |
| 1                   | Німеччина (GER)       | 3      | 0      | 0      | 3       |
| 2                   | Австралія (AUS)       | 1      | 1      | 0      | 2       |
| 3                   | Італія (ITA)          | 1      | 0      | 2      | 3       |
| 4                   | Велика Британія (GBR) | 1      | 0      | 0      | 1       |
| 5                   | Росія (RUS)           | 0      | 3      | 1      | 4       |
| 6                   | США (USA)             | 0      | 1      | 1      | 2       |
| 7                   | Греція (GRE)          | 0      | 1      | 0      | 1       |
| 8                   | Бразилія (BRA)        | 0      | 0      | 1      | 1       |
| 8                   | ПАР (RSA)             | 0      | 0      | 1      | 1       |
| Загалом (9 збірних) | Загалом (9 збірних)   | 6      | 6      | 6      | 18      |

## Медальний залік

### Чоловіки
| Дисципліна | Золото              | Срібло                  | Бронза                 |
| ---------- | ------------------- | ----------------------- | ---------------------- |
| 5 км       | Томас Лурц (GER)    | Спірідон Янніотіс (GRE) | Чад Хо (RSA)           |
| 10 км      | Томас Лурц (GER)    | Ендрю Геммелл (USA)     | Френ Кріппен (USA)     |
| 25 км      | Валеріо Клері (ITA) | Трент Ґрімсі (AUS)      | Володимир Дятчин (RUS) |

### Жінки
| Дисципліна | Золото               | Срібло                       | Бронза                       |
| ---------- | -------------------- | ---------------------------- | ---------------------------- |
| 5 км       | Мелісса Горман (AUS) | Лариса Ільченко (RUS)        | Поліана Окімото Цінтра (BRA) |
| 10 км      | Кері-Енн Пейн (GBR)  | Катерина Селівьорстова (RUS) | Мартіна Грімальді (ITA)      |
| 25 км      | Ангела Маурер (GER)  | Анна Уварова (RUS)           | Федеріка Вітале (ITA)        |